# Orientaliska språk
Orientaliska språk (österländska språk) är en tidigare använd, heterogen, språkgrupp som omfattade iranska språk såsom persiska och kurdiska, semitiska språk i främre Orienten, till exempel hebreiska, arabiska och syriska, i motsats till klassiska språk och moderna språk. Efter hand räknades alltfler språk till orientaliska språk, tills alla språk från Asien, Afrika, Australien och Polynesien ingick. Numera är beteckningen något föråldrad.